# Summertime!
Summertime! è un EP della band statunitense The Drums, pubblicato nel 2009 dalla Moshi Moshi Records.
Due dei brani dell'EP, Let's Go Surfing e Down by the Water, sono stati successivamente inseriti nell'album di debutto della band The Drums, pubblicato nel 2010.

## Tracce
- Let's Go Surfing - 2:56
- Make You Mine - 3:22
- Don't Be a Jerk, Johnny - 4:05
- Submarine - 3:56
- Down By the Water - 3:29
- Saddest Summer - 3:28
- I Felt Stupid - 3:53

## Formazione
- Jonathan Pierce - voce
- Jacob Grahaman - chitarra
- Adam Kessler - chitarra
- Connor Hanwick - batteria